# 트랜스젠더 호르몬 치료 (FTM)
여성의 남성화 호르몬 치료(female-to-male hormone replacement therapy; FTM HRT)는 트랜스젠더 호르몬 치료의 일종이다. 몸의 성호르몬 비율을 인위적으로 변화시킨다. 
HRT의 목적은 환자가 준거하는 생물학적 성별의 2차 성징이 환자의 몸에 발달하게 만드는 것이다. 그러나 HRT를 받는다고 해서 사춘기에 이미 만들어진 성징을 되돌릴 수는 없으며, 유방을 축소하기 위해서는 수술이 필요하다. 얼굴 남성화 수술은 필요하지 않은 경우가 많다.

## 같이 보기
- 트랜스젠더 호르몬 치료
- 트랜스젠더 호르몬 치료 (MTF)